# Schloss Batthyány (Pinkafeld)

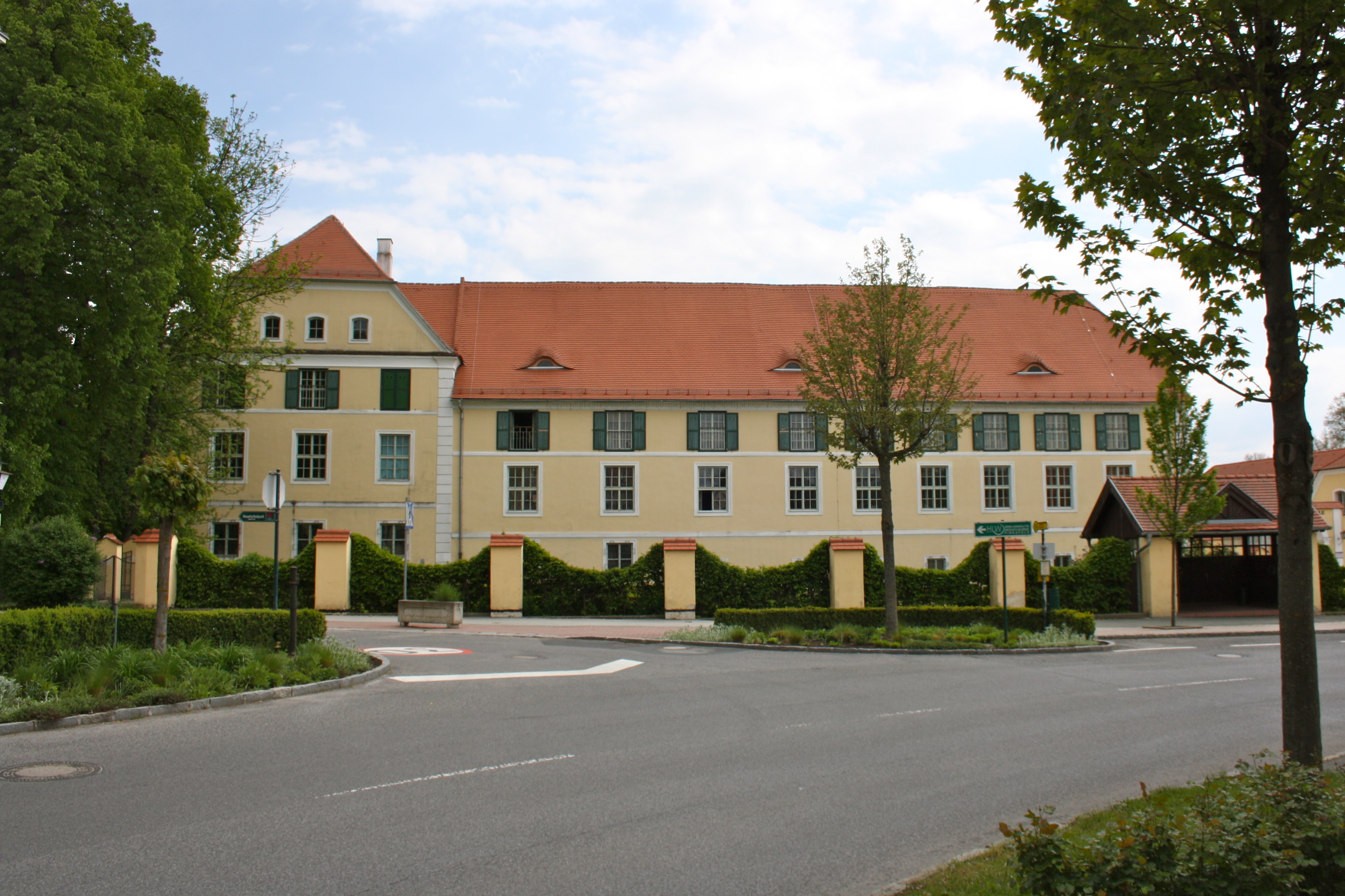
Straßenseite des Schlosses Batthyány (2016)

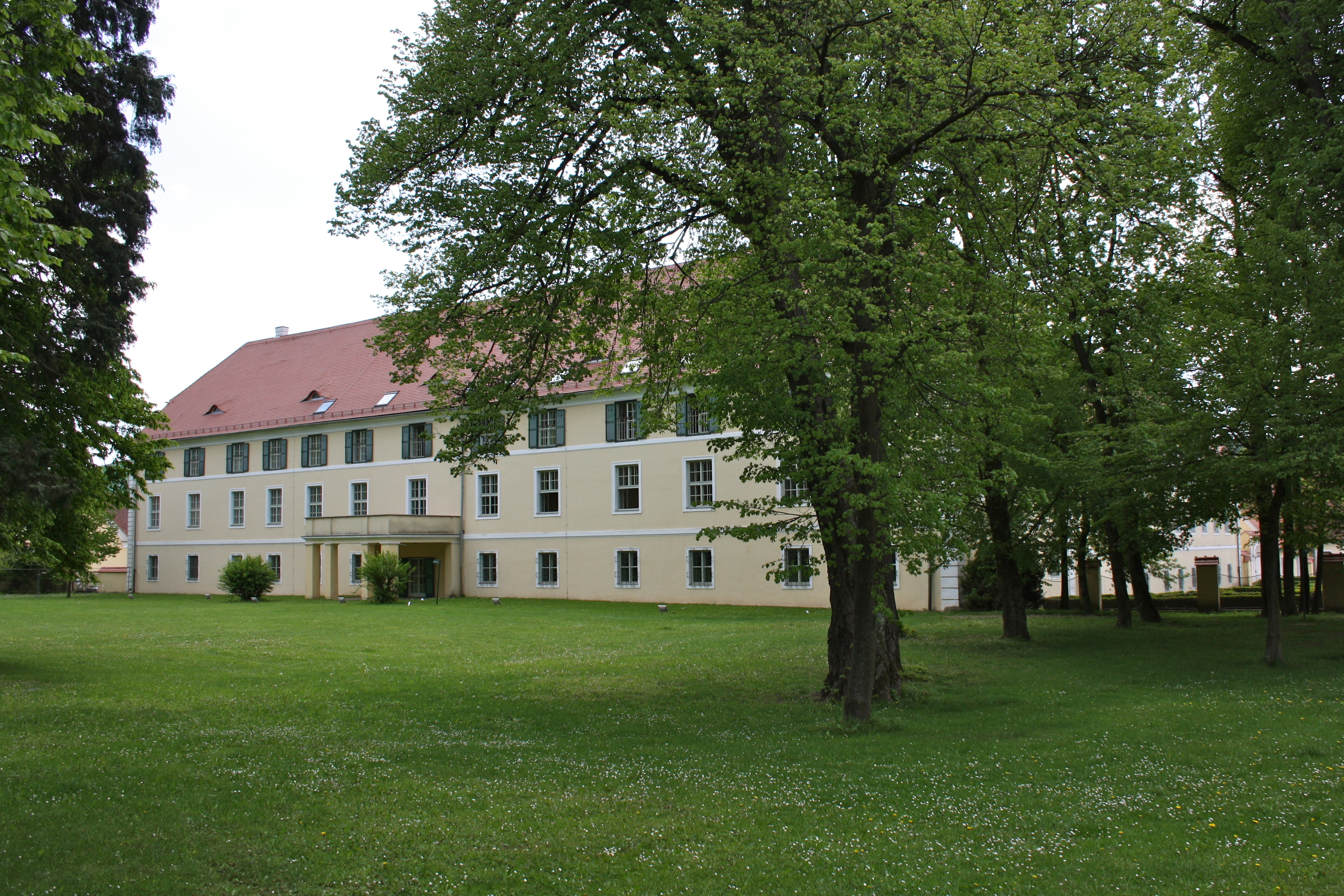
Parkseite des Schlosses Batthyány (2016)

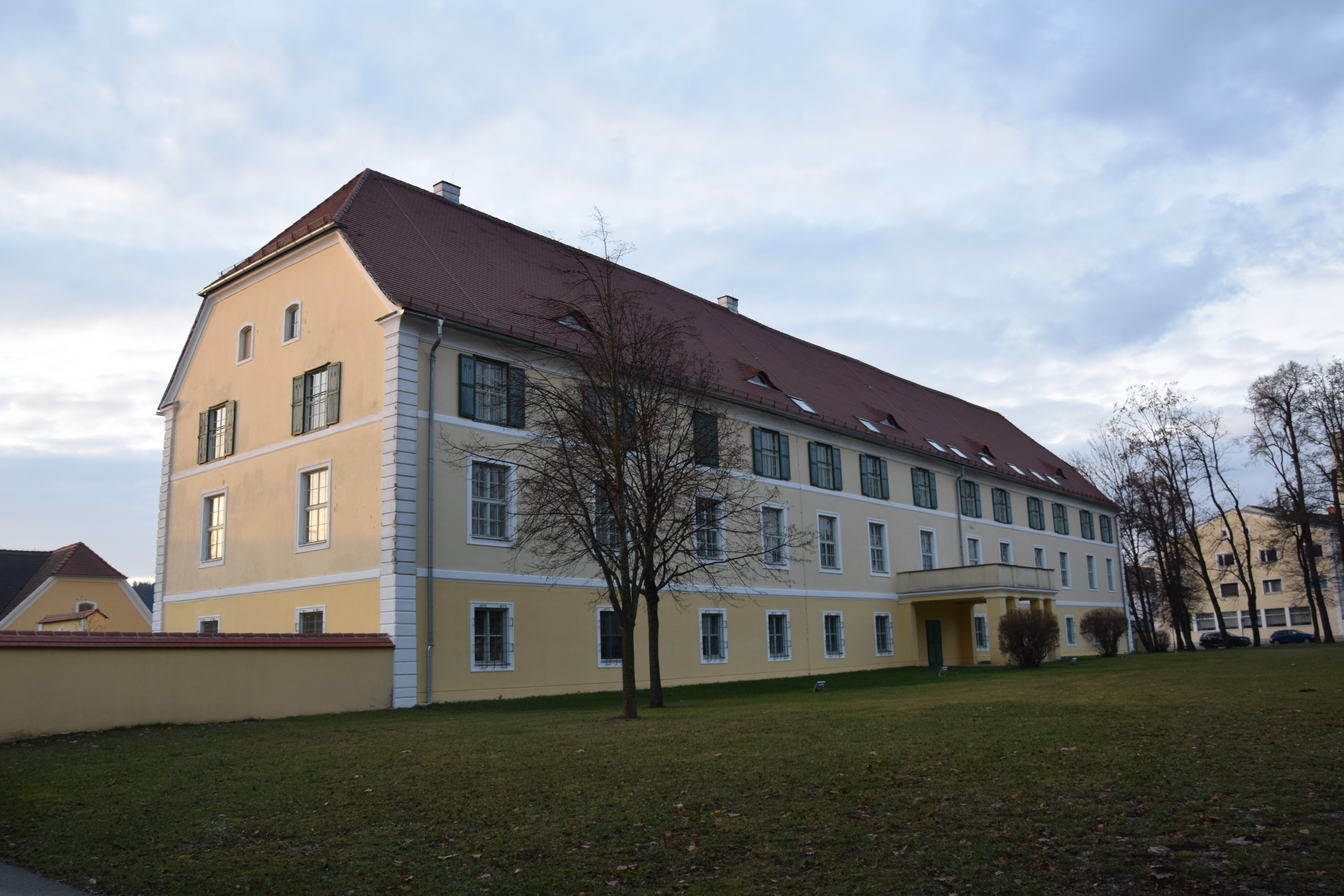
Parkseite des Schlosses Batthyány (2021)

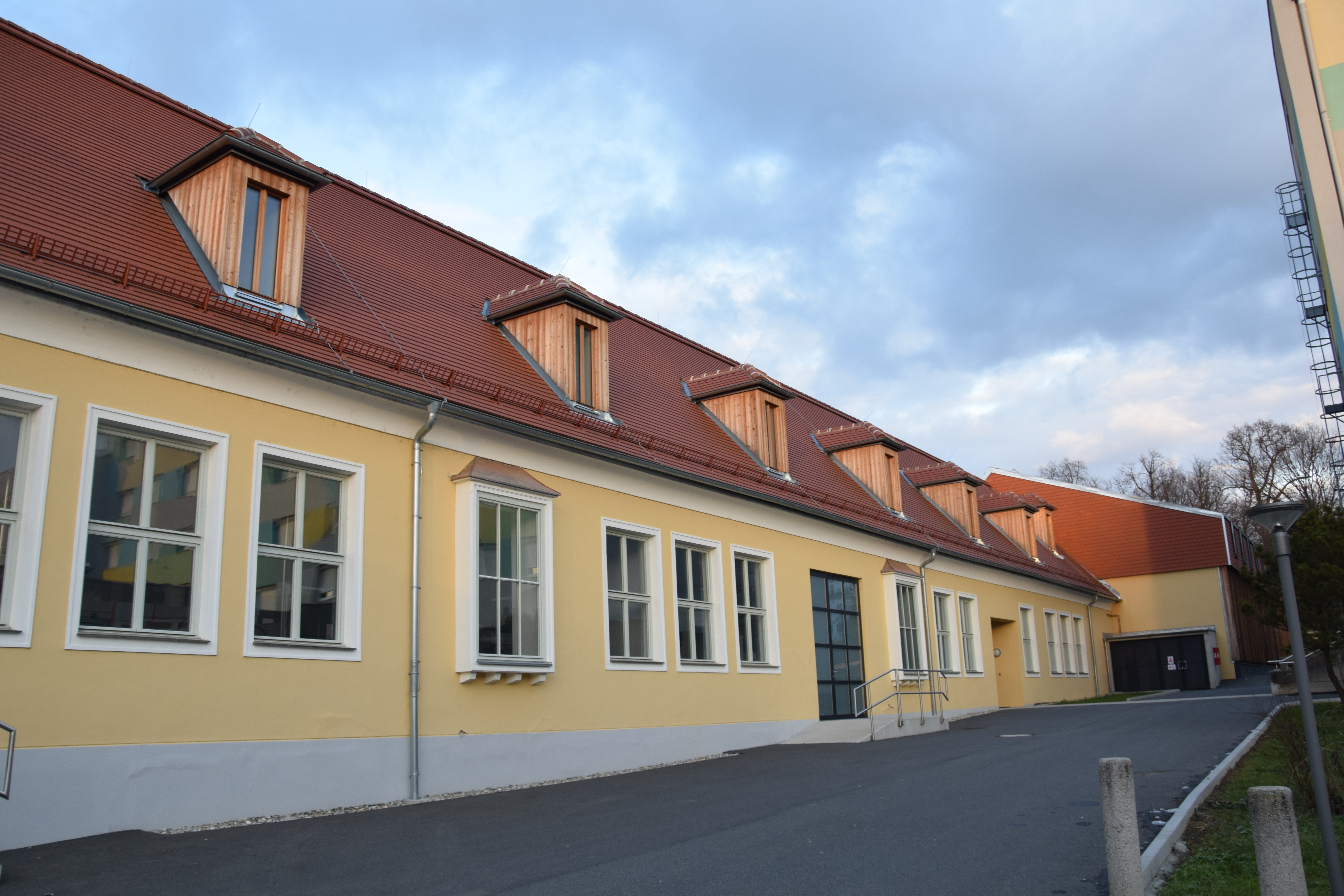
Moderner Zubau Südseite (2021)

Schloss Batthyány in Pinkafeld im südlichen Burgenland war Mittelpunkt der Herrschaft und ständiger Wohnsitz von Angehörigen der Familie Batthyány. Das Schloss wurde im 18. und 19. Jahrhundert umgebaut. Der letzte größere Umbau erfolgte in den Jahren 1949 bis 1952, sodass vom ursprünglichen Aussehen des Schlosses, das heute eine Berufsschule beherbergt und denkmalgeschützt ist, kaum noch etwas zu erkennen ist.
Am Schloss angebracht findet sich das Wappen der Familie Batthyány: Die Zacken der Krone symbolisieren die neun Komitate, in welchen die Familie mitregiert hat. Die Zusammengehörigkeit der Batthyánys wird durch einen im Nest sitzenden Pelikan, der mit dem Schnabel seine Brust ritzt und seine Jungen mit dem herausfließenden Blut tränkt, symbolisiert.

## Ursprünge des Schlosses
Über Bau und Datum der Errichtung des Schlosses gibt es keine Quellen. Die lange Zeit vertretene Ansicht, das Schloss sei 1658 von Graf Ádám Batthyány erbaut worden, gilt heute als widerlegt. Das Schloss dürfte schon zu Beginn des 17. Jahrhunderts, in der Zeit der Königsberger errichtet worden sein. Es wird als großes, mehrgeschoßiges Kastell umgeben von einer Meierei beschrieben. Zwischen 1646 und 1648 ließ Batthyány das Schloss um ein Torgebäude erweitern, das mit einer Zugbrücke versehen war. Das mit einem Arkadengang versehene Renaissancegebäude stand mitten unter den Häusern des Dorfes und war von einem Garten umgeben. Der Graf starb 1659, nachdem er Pinkafeld als Witwensitz bestimmt hatte. Gesichert ist, dass die zweite Frau und Witwe Ádám Batthyánys, Barbara Corbelli, das Schloss 1659 bezog und es in der Folge zum Mittelpunkt der Herrschaft Pinkafeld wurde. Die Witwe Batthyány wurde allerdings von ihren Stiefsöhnen Christoph und Paul wegen ihres „skandalösen Benehmens“ vertrieben.
Im Jahre 1757 wurde unter Graf Emmerich Batthyány die Antoniuskapelle erbaut. Sie stand südlich des Schlosses am Beginn der, heute noch bestehenden, Kastanienallee. Ungefähr um dieselbe Zeit entstand die so genannte Antonius-Statue aus Sandstein. Sie stand ursprünglich vor dem Tor der Kapelle und stellt den heiligen Antonius von Padua dar.

## Biedermeierzeit
In den Jahren 1805 bis 1817 hatte Gräfin Franziska Batthyány das Schloss zu einem Treffpunkt bedeutender Persönlichkeiten ihrer Zeit aus Kirche, Kultur und Wissenschaft gemacht. Es galt in diesen Jahren als geistiger Mittelpunkt des Romantiker-Kreises um den Prediger Klemens Maria Hofbauer. Einige Mitglieder dieses Kreises, wie der Dichter und Pfarrer Zacharias Werner, die Maler Leopold Kupelwieser und Eduard Steinle, Roman Sebastian Zängerle (1824 bis 1848 Bischof in Graz-Seckau), der Arzt und geistliche Autor Johann Emanuel Veith und vielleicht auch Klemens Maria Hofbauer selbst verweilten in den Sommermonaten im Schloss.
Zacharias Werner hatte den k.k. Kämmerer Graf Nikolaus Batthyány und seine Frau Franziska (genannt Fanny) vermutlich während des Wiener Kongresses kennengelernt. In Briefen an Bekannte gab er gerne die Ortsangabe „Pinkafeld in Ungarn, eine Tagesreise von Wien“. Seine Freunde traf er während seiner Aufenthalte im Schloss allerdings gerne auf halbem Weg zwischen Wien und Pinkafeld „zumal man ohnweit Pinkafeld über ein Gebürge muß“. Er predigte in der Pinkafelder Kalvarienkirche und leitete eine Bußprozession nach einem Brand. Weiters hinterließ Zacharias Werner der Stadt den von ihm verfassten Spruch an der Mariensäule im Zentrum der Stadt Pinkafeld.
Leopold Kupelwieser, heute unter anderem durch seine Bilder des Komponisten Franz Schubert bekannt, malte zum Andenken an einen 1852 im Schloss ausgebrochenen Brand, der glücklicherweise keinen größeren Schaden anrichtete, ein Votivbild, das sich heute im Feuerwehrmuseum befindet.
Eduard Steinle hinterließ wertvolle Bilder für die Pinkafelder Friedhofskapelle.
Im Jahre 1827 tagten im Batthyány-Schloss vier Herren. Kaiser Franz I. von Österreich persönlich hatte, auf Ansuchen der Herrschaft Batthyány, am 23. Jänner 1827 die Bildung der Kommission bestimmt. Sie bestand aus dem Oberbannrichter von Gräfe aus Leoben, dem Grazer Magistratsrat von Pontner, einem Herrn von Szerdahely aus Ungarn und einem Vertreter des Militärs. Besprochen wurden die Vorfälle rund um die Räuberbande Stradafüßler und deren Anführer Nikolaus Schmidhofer (genannt Holzknechtseppl). Diese im Lauf der Zeit über 50 Mitglieder zählende Bande hatte in den Jahren seit 1822 zahlreiche grausame und sadistische Verbrechen in der Grenzregion begangen.
Die Kommission im Schloss kam überein, das gesamte Gebiet mit Soldaten zu umstellen um dann auf Pinkafeld vorzurücken. Bereits am 12. März 1827 konnten die Soldaten den Holzknechtseppl samt seinen Unterführern festnehmen, wobei dieses Datum historisch nicht ganz eindeutig ist. Nachdem bereits einige seiner Kumpane hingerichtet wurden, fand Schmidhofer am Donnerstag, dem 20. November 1828 am Galgen auf dem Pinkafelder Gerichtsberg sein Ende.

## Wende zum 20. Jahrhundert bis zur Gegenwart
Im Lauf des 19. Jahrhunderts verfiel die Antoniuskapelle allmählich. 1904 wurde sie abgebrochen, nachdem sie angeblich vom Besitzer entweiht worden ist. Nach einer durchzechten Nacht soll der Hausherr auf das Altarbild geschossen haben. Der Legende nach konnte seither in der Kapelle keine Messe mehr gefeiert werden. Einmal seien die Kerzen erloschen, ein anderes Mal sei dem Priester übel geworden. Zudem seien die Schusslöcher im Altarbild trotz wiederholter Renovierung immer wieder zum Vorschein gekommen. Heute befindet sich das Altarbild im Schloss – ohne Einschusslöcher. Das Bild stellt den heiligen Antonius dar. Die Antonius-Statue erinnert noch heute an die Kapelle. Die Statue steht vor dem Internat der Berufsschule.

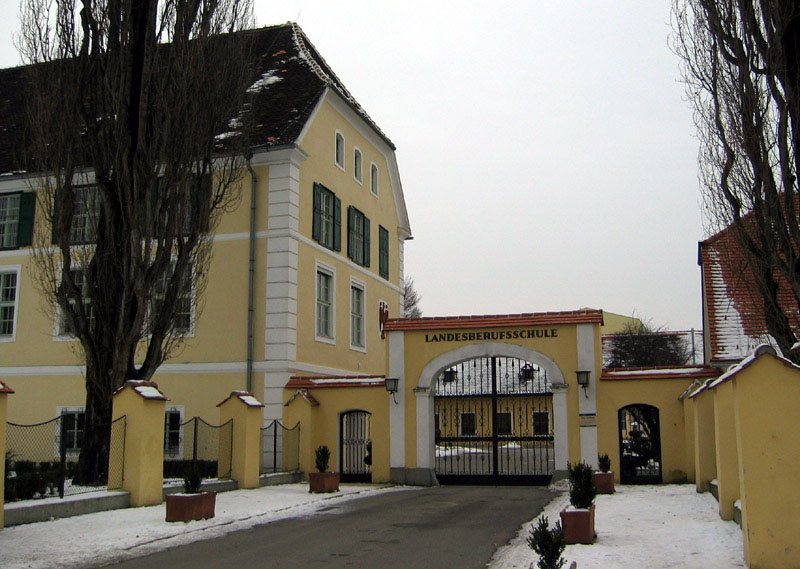
Tor des Schlosses mit Aufschrift Landesberufsschule

Um die Jahrhundertwende zum 20. Jahrhundert kam das Schloss in den Besitz der Grafen Batthyány-Taxis. Danach erwarb es Baron Neugebauer durch Einheiratung. 1925 kaufte Reichsgraf Kagenegg das Anwesen. Der spätere Besitzer von Schloss Batthyány, die Stadtgemeinde Pinkafeld, stellte das Gebäude samt Schlosspark dem Land Burgenland für eine Landesberufsschule kostenlos zur Verfügung.
Von 1935 bis 1952 war unter anderem die Pinkafelder Obstverwertungsgenossenschaft im Schloss untergebracht. Während des Zweiten Weltkrieges fand für circa zwei Wochen (16. März bis 28. März 1945) in einem Raum des Schlosses ein Notunterricht der Hauptschule Pinkafeld statt. Jede Klasse kam dreimal pro Woche zur Schule. Am 28. März 1945 wurde der Hauptschul-Unterricht „mit Rücksicht auf den Ernst der Lage“ bis Ende des Schuljahres wieder eingestellt. Heute werden in der Landesberufsschule im Schloss Lehrlinge in den Fachabteilungen für Maurer, Schlosser, Zimmerer, Tischler und Kraftfahrzeugmechaniker ausgebildet. Seit einigen Jahren findet im Schlosshof der Pinkafelder Christkindlmarkt statt.